# سوارکاری در المپیک تابستانی ۱۹۷۲
سوارکاری در بازی‌های المپیک تابستانی ۱۹۷۲ نام رویداد ورزش سوارکاری در بازی‌های المپیک تابستانی بود که در سال ۱۹۷۲ برگزار شد.

## جدول مدال‌ها
| رتبه | کشور                      | طلا | نقره | برنز | مجموع |
| ۱    | آلمان غربی (FRG)          | ۲   | ۱    | ۲    | ۵     |
| ۲    | بریتانیای کبیر (GBR)      | ۲   | ۱    | ۰    | ۳     |
| ۳    | ایتالیا (ITA)             | ۱   | ۱    | ۱    | ۳     |
| ۴    | اتحاد شوروی (URS)         | ۱   | ۱    | ۰    | ۲     |
| ۵    | ایالات متحده آمریکا (USA) | ۰   | ۲    | ۱    | ۳     |
| ۶    | سوئد (SWE)                | ۰   | ۰    | ۲    | ۲     |